# Demotische Literatur
Die demotische Literatur diente im Alten Ägypten vornehmlich der Unterhaltung, weshalb sie auch hauptsächlich als prosaische Unterhaltungsliteratur charakterisiert werden kann. Aufgrund dieser Einordnung wurde die demotische Literatur im Gegensatz zu der Literatur des Mittleren Reiches als „nicht-klassisch“ eingestuft. In der Ausbildung des Schreiberberufes fand sie keine Berücksichtigung, weshalb ihr eine Verankerung im allgemeinen Lehrauftrag fehlte. Die demotische Literatur zeichnet sich durch ihre Vielseitigkeit aus, da keine der sonst üblichen literarischen Anforderungen ein bestimmtes Literaturgerüst vorgab.

## Textgattungen
Die demotische Literatur wurde zwischen dem sechsten Jahrhundert v. Chr. und dem dritten Jahrhundert n. Chr. publiziert, letztmals die griechische Übersetzung des demotischen Werkes Heimkehr der Göttin, das auch unter der Bezeichnung Mythos vom Sonnenauge bekannt ist. Zwar setzte bereits um 650 v. Chr. das demotische Schrifttum ein, doch sind es in der Anfangsphase nur Verwaltungstexte, die in demotischer Sprache verfasst wurden. Von den bislang mehr als zweihundert vorliegenden Manuskripten, die der Gattung „schöne Literatur“ zuzuordnen sind, ist bisher der größte Teil noch nicht veröffentlicht. Etwa 67 % aller Texte gehören der Untergattung Erzählungen an; 20 % der Weisheitslehre; 12 % zählen zu den Prophezeiungen sowie mythologischen Werken und etwa 1 % entfällt auf die Versdichtung.

### Berichte und Verwaltungstexte
Mitteilungen und Aufzeichnungen stellen die frühesten Formen demotischer Schriften dar. In diesen Bereich fallen Statistiken, Abrechnungen, Protokolle sowie Mitteilungen für spätere Gerichtsverfahren. Familienchroniken gehören zwar auch diesem Bereich an, sind aber bislang nur selten belegt, beispielsweise Die Familiengeschichte des Petesis.

### Erzählungen

#### Inaros-Petubastis-Texte
Diese Textgattung ist die am häufigsten vorliegende Form der demotischen Literatur. Sie zeichnet sich durch große Länge und Verschiedenartigkeit aus. Die Gemeinsamkeit dieser Textgattung bildet ein fest umrissener Kreis von Personen. Hauptakteure sind hier die Könige Inaros sowie Petubastis und die Fürsten Pakreuris, Pemaus, Petechonsis, Wertepiamonnut und Taos. Grundlage aller genannten Personen bilden historische Personen der zweiten Hälfte des achten sowie des siebten Jahrhunderts v. Chr. und die in der Folgezeit entstandenen Erzählungen sowie Ausschmückungen. Bekannteste geschichtliche Vertreter sind hierbei Die Geschichte von Bes, Der Kampf um den Panzer des Inaros, Der Kampf um die Pfründe des Amun sowie Ägypter und Amazonen.
Die Inhalte dieser Erzählungen bestehen aus Abenteuern und Helden, die Kämpfe zu bestehen haben. Der Handlungsort ist dabei nicht auf das Alte Ägypten beschränkt. Ergänzend bildete sich wohl in dieser Textgattung der Roman heraus, der historische Begebenheiten nicht mehr als Grundlage beinhaltet, sondern den Charakter typischer Abenteuer- und Liebesromane aufweist, die mit einem historischen Deckmantel versehen sind. Damit zeigen sie starke Ähnlichkeit mit den frühen griechischen Romanen. Es ist wahrscheinlich, dass es sich bei den Romanen um eine innerägyptische Entwicklung handelte, deren Ursprung in der demotischen Literatur liegt. Griechische Einflüsse sind hierbei wohl größtenteils auszuschließen. In der Ägyptologie wird dagegen die Frage diskutiert, ob die Ilias-Erzählung auf die demotische Literatur als Signalgeber einwirkte und das Entstehen dieser Textgattung inspirierte. Unberücksichtigt blieb in dieser Diskussion eine aus dem ersten Viertel des fünften Jahrhunderts v. Chr. stammende aramäische Fassung des Inaros-Petubastis-Textes. Dieser Befund spricht wiederum für einen fehlenden griechischen Einfluss.

#### Zaubergeschichten
Die Textgattung der Zaubergeschichten existierte bereits lange vor der demotischen Literatur, weshalb es nicht überrascht, dass jenes Element in die demotische Literatur übernommen wurde. Zaubertexte spielten seit jeher eine zentrale Rolle, da die Magie ein machtvolles Instrument war, um göttliche Entscheidungen zu beeinflussen. Die demotischen Zaubergeschichten bestechen durch ihre große Phantasie, die dem Zauberer alle nur erdenklichen Mittel der Magie zubilligen, um die schwierigen Situationen meistern zu können. Die Erzähltechnik zeichnet sich durch Raffinesse aus, die beispielsweise ähnlich Herr der Ringe verschiedene Erzählstränge zunächst parallel verlaufen lässt, um sie später auf verblüffende Art zusammenzuführen.
Den Schwerpunkt dieser Textgattung bildete die historische Person Chaemwaset,  Sohn des Ramses II. und Hohepriester des Ptah in Memphis. Da Chaemwaset sich besonders für die altägyptische Geschichte interessierte, umgab seine Person alsbald die mythologische Beschreibung als Zauberer. Sein in der demotischen Literatur verwendeter Name „Setne“ leitete sich aus seinem Amt als Setem-Priester ab. Die Entstehung der Zaubererzählungen Erste Setnegeschichte und Zweite Setnegeschichte reicht etwa in das fünfte Jahrhundert v. Chr. zurück.

#### Sonstige Erzählungen
Die Gruppe der sonstigen Erzählungen hat verschiedene Inhalte, die traditionelle Formen der altägyptischen Literatur fortsetzten. Auch hier ist eine Konzentration auf bestimmte Themenbereiche feststellbar. So übernahm beispielsweise Herodot aus dem Komplex der demotisch-literarischen Erzählungen bezüglich des Ehebruchs eine Version in seine Aufzeichnungen. Daneben sind verschiedene Überlieferungen in Verbindung mit König Nektanebos II. vorhanden. Der griechischsprachige Alexanderroman übernahm altägyptische Vorstellungen hinsichtlich der „Königsgeburt“ und ließ Nektanebos II. zum „Vater des Alexander“ werden. Der Papyrus Vandier ist ein weiteres Beispiel für die Übernahme von altägyptischem Kulturgut. Er wurde zwar in hieratischer Schrift verfasst, hat aber bereits die demotische Sprache übernommen. Erst seit kurzer Zeit ist eine demotische Fassung der griechischen Erzählung Der Traum des Nektanebos bekannt. Zu den sonstigen Erzählungen zählen auch die Werke König Amasis und die Erzählung vom Schiffer, Der Trug des Nektanebos, Die Geschichte von König Pheros, Die Eroberungen des Sesostris und Der Beistand der Isis.

### Weisheitstexte
Die öfter vorgenommene Einstufung als Weisheitstexte ist eher unpassend, da es sich überwiegend um Spruchsammlungen handelt und die demotischen „Lehren“ keine tiefgreifenden philosophischen Abhandlungen darstellen. Vielmehr wurden Sprichwörter im zusammenhanglosen Zustand präsentiert und besaßen höchstens ein assoziatives Gerüst. Eine Ausnahme bildet der Papyrus Insinger, dessen Sprüche nach thematischen Gesichtspunkten gegliedert sind.
Besonders zu erwähnen ist außerdem die Lehre des Chascheschonqi, die zusätzlich eine Rahmenhandlung besitzt, in welche die Sprüche eingebettet wurden. Allerdings liegen auch Manuskripte der Lehre des Chascheschonqi vor, die keine Spruchsammlung beinhalten, weshalb die Einstufung als Grenzfall zwischen Weisheitstexten und Erzählungen treffender wäre. Zu den publizierten Weisheitstexten zählen ergänzend Die Lehre des Papyrus Brooklyn 47.218.135, Das große demotische Weisheitsbuch, Die Lehre des Papyrus Louvre N 2414, Die Lehre des Papyrus Louvre N 2377 und Der Weisheitstext des Papyrus Ashmolean Museum.

### Prophezeiungen
In der altägyptischen Mythologie war es das wichtigste Bestreben, die Weltordnung, die so genannte Maat, im Gleichgewicht zu halten und das Chaos der Isfet zu verhindern. Auf dieser Grundlage hatten Omentexte und Prophezeiungen einen wichtigen Stellenwert in der altägyptischen Literatur, der ebenfalls in die demotische Literatur transferiert wurde. Die demotischen Texte bezogen sich auf die niedergeschriebenen Wiederholungen von Ereignissen der Vergangenheit, um in den zugehörigen Omentexten das zukünftige Schicksal ableiten zu können. Daraus ergaben sich schriftlich fixierte Erwartungstexte, die an bestimmte vorangegangene Geschehnisse geknüpft waren. Die bekanntesten Texte dieser Gattung sind Das Lamm des Bokchoris, Demotische Chronik und Die Verteidigung des Töpfers.

### Mythologische Tiergeschichten
Eine Sonderstellung nahmen die Tiergeschichten ein, die zu der mythologisch-religiösen Textgattung zählten. Der Oberbegriff Tierfabel trifft die Charakterisierung nicht vollumfänglich, da die Inhalte immer in Bezug zu den altägyptischen Gottheiten standen, die seit der Frühdynastik mit der Erscheinungsform von Tieren verbunden wurden. Die entsprechenden Fabeln waren zumeist in eine Rahmenhandlung eingebunden, beispielsweise Der Löwe und die Maus, Die zwei Schakale und Die Seherin und die Hörerin in das umfangreiche Werk Die Heimkehr der Göttin, in welchem die Hauptakteure der Rahmenhandlung als göttliche Tiere auftraten. Als weitere Tierfabel sei Die Schwalbe und das Meer genannt.
Der Aufbau und die Komposition der Tiergeschichten verlangte umfassendes Wissen über die altägyptische Kulturgeschichte, über das nur die elitäre Priesterschaft verfügte. Die verwendeten Texte, die mindestens in das Neue Reich zurückreichten, wurden teilweise mit den Darstellungen in ptolemäischen Tempeln verbunden. Die besondere Bedeutung des Inhaltes wird außerdem daran deutlich, dass auf eine wortgetreue Überlieferung geachtet wurde. Dieses Merkmal ist außergewöhnlich für die demotische Literatur und hebt die exklusive Religiosität dieser Textgattung hervor.